# Torellia vallonia
Torellia vallonia är en snäckart som beskrevs av Dall 1919. Torellia vallonia ingår i släktet Torellia och familjen toppmössor. Inga underarter finns listade i Catalogue of Life.